# 民族广场 (南宁)

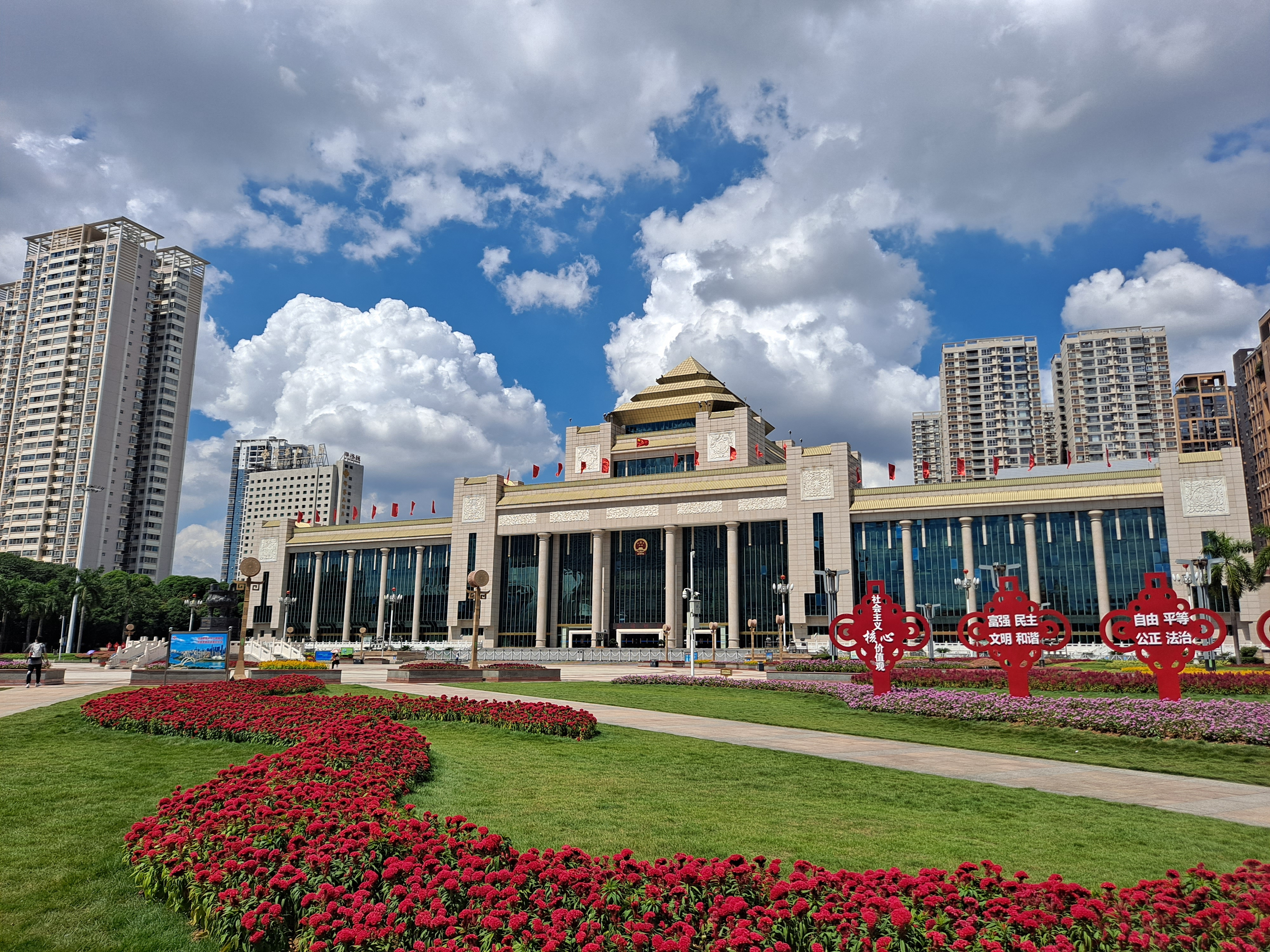
南宁民族广场

民族广场是一个位于广西壮族自治区南宁市民族大道的城市广场。该广场面积约为26670平方米，其地处南宁市的市中心地带，被广西人民会堂、广西民族艺术宫等省市重要党政建筑包围，因而具有浓厚的政治象征意义。
民族广场的前身是“七一广场”，始建于1978年，名称来源于中国共产党建党纪念日，最初面积近7万平方米，是当时南宁市重要的公共空间，后于1998年进行第二次大规模修整，缩小面积至今日范畴，同时为庆祝广西壮族自治区成立40周年而正式更名为“民族广场”。